# Supercopa de España de Fútbol 2018
La Supercopa de España 2018 fue la XXXV edición del torneo, correspondiente a la temporada 2018-19. Se disputó a un único partido el 12 de agosto de 2018 en el estadio Ibn Battouta de Tánger (Marruecos).
La decisión de jugar a partido único y fuera de España generó roces entre la federación y el Sevilla.
El campeón de la Liga y de la Copa fue el mismo equipo; por lo tanto, en esta edición de la Supercopa se enfrentaron el campeón de ambas competiciones en la temporada 2017-18 (FC Barcelona) y el subcampeón de la Copa del Rey de la misma temporada (Sevilla FC).
El F. C. Barcelona se impuso por 2-1 al Sevilla F. C. adjudicándose el título por decimotercera vez y su cuarta consecutiva.
El partido se emitió en la cadena de televisión digital terrestre española Televisión Española, obteniendo un promedio de 36,5% de share y 4.785.000 televidentes.

## Participantes
|  | F. C. Barcelona | Bandera de Cataluña  |  | Campeón de la Copa del Rey 2017-18 Campeón de la Primera División de España 2017-18. |
|  | Sevilla F. C.   | Bandera de Andalucía |  | Subcampeón de la Copa del Rey 2017-18.                                               |

## Final
| 1     | POR   | Marc-André ter Stegen |     |
| 2     | DEF   | Nélson Semedo         |     |
| 3     | DEF   | Gerard Piqué          |     |
| 15    | DEF   | Clément Lenglet       |     |
| 18    | DEF   | Jordi Alba            |     |
| 12    | MED   | Rafinha Alcántara     | 46' |
| 5     | MED   | Sergio Busquets       |     |
| 8     | MED   | Arthur Melo           | 53' |
| 9     | DEL   | Luis Suárez           |     |
| 10    | DEL   | Lionel Messi          |     |
| 11    | DEL   | Ousmane Dembélé       | 86' |
| D. T. | D. T. | Ernesto Valverde      |     |

| 1     | POR   | Tomáš Vaclík    |     |
| 25    | DEF   | Gabriel Mercado | 85' |
| 4     | DEF   | Simon Kjær      |     |
| 3     | DEF   | Sergi Gómez     |     |
| 16    | MED   | Jesús Navas     |     |
| 10    | MED   | Éver Banega     |     |
| 7     | MED   | Roque Mesa      |     |
| 18    | MED   | Sergio Escudero |     |
| 17    | MED   | Pablo Sarabia   | 71' |
| 22    | DEL   | Franco Vázquez  |     |
| 14    | DEL   | Luis Muriel     | 60' |
| D. T. | D. T. | Pablo Machín    |     |

| 4  | MED | Ivan Rakitić      | 46' |
| 7  | MED | Philippe Coutinho | 53' |
| 22 | MED | Arturo Vidal      | 86' |

| 12 | DEL | André Silva       | 60' |
| 11 | DEF | Aleix Vidal       | 71' |
| 9  | DEL | Wissam Ben Yedder | 85' |

| 42' · 78' | Gerard Piqué Ousmane Dembélé | 1:1 2:1 |

| 9' | Pablo Sarabia | 0:1 |

| 16' · 90' · 90+2' | Sergio Busquets Marc-André ter Stegen Clément Lenglet |

| 24' · 69' · 90+4' | Franco Vázquez Roque Mesa Aleix Vidal |

| Principal  | Del Cerro Grande |
| Asistentes | Yuste Jiménez    |
|            | Álvarez Cantón   |
| Cuarto     | Martínez Munuera |
| Quinto     | Alonso Fernández |

| VAR            | Gil Manzano      |
| Asistentes VAR | Nevado Rodríguez |

|                    |     |     |
| Tiros              | 17  | 11  |
| Tiros a puerta     | 8   | 5   |
| Faltas             | 12  | 22  |
| Saques de esquina  | 5   | 1   |
| Penaltis           | 0   | 1   |
| Fueras de juego    | 3   | 2   |
| Posesión del balón | 69% | 31% |

| Alineación inicial |

| 1     | POR   | Marc-André ter Stegen |     |
| 2     | DEF   | Nélson Semedo         |     |
| 3     | DEF   | Gerard Piqué          |     |
| 15    | DEF   | Clément Lenglet       |     |
| 18    | DEF   | Jordi Alba            |     |
| 12    | MED   | Rafinha Alcántara     | 46' |
| 5     | MED   | Sergio Busquets       |     |
| 8     | MED   | Arthur Melo           | 53' |
| 9     | DEL   | Luis Suárez           |     |
| 10    | DEL   | Lionel Messi          |     |
| 11    | DEL   | Ousmane Dembélé       | 86' |
| D. T. | D. T. | Ernesto Valverde      |     |

| 1     | POR   | Tomáš Vaclík    |     |
| 25    | DEF   | Gabriel Mercado | 85' |
| 4     | DEF   | Simon Kjær      |     |
| 3     | DEF   | Sergi Gómez     |     |
| 16    | MED   | Jesús Navas     |     |
| 10    | MED   | Éver Banega     |     |
| 7     | MED   | Roque Mesa      |     |
| 18    | MED   | Sergio Escudero |     |
| 17    | MED   | Pablo Sarabia   | 71' |
| 22    | DEL   | Franco Vázquez  |     |
| 14    | DEL   | Luis Muriel     | 60' |
| D. T. | D. T. | Pablo Machín    |     |

| 4  | MED | Ivan Rakitić      | 46' |
| 7  | MED | Philippe Coutinho | 53' |
| 22 | MED | Arturo Vidal      | 86' |

| 12 | DEL | André Silva       | 60' |
| 11 | DEF | Aleix Vidal       | 71' |
| 9  | DEL | Wissam Ben Yedder | 85' |

| 42' · 78' | Gerard Piqué Ousmane Dembélé | 1:1 2:1 |

| 9' | Pablo Sarabia | 0:1 |

| 16' · 90' · 90+2' | Sergio Busquets Marc-André ter Stegen Clément Lenglet |

| 24' · 69' · 90+4' | Franco Vázquez Roque Mesa Aleix Vidal |

| Principal  | Del Cerro Grande |
| Asistentes | Yuste Jiménez    |
|            | Álvarez Cantón   |
| Cuarto     | Martínez Munuera |
| Quinto     | Alonso Fernández |

| VAR            | Gil Manzano      |
| Asistentes VAR | Nevado Rodríguez |

|                    |     |     |
| Tiros              | 17  | 11  |
| Tiros a puerta     | 8   | 5   |
| Faltas             | 12  | 22  |
| Saques de esquina  | 5   | 1   |
| Penaltis           | 0   | 1   |
| Fueras de juego    | 3   | 2   |
| Posesión del balón | 69% | 31% |

| Alineación inicial |

| 1     | POR   | Marc-André ter Stegen |     |
| 2     | DEF   | Nélson Semedo         |     |
| 3     | DEF   | Gerard Piqué          |     |
| 15    | DEF   | Clément Lenglet       |     |
| 18    | DEF   | Jordi Alba            |     |
| 12    | MED   | Rafinha Alcántara     | 46' |
| 5     | MED   | Sergio Busquets       |     |
| 8     | MED   | Arthur Melo           | 53' |
| 9     | DEL   | Luis Suárez           |     |
| 10    | DEL   | Lionel Messi          |     |
| 11    | DEL   | Ousmane Dembélé       | 86' |
| D. T. | D. T. | Ernesto Valverde      |     |

| 1     | POR   | Tomáš Vaclík    |     |
| 25    | DEF   | Gabriel Mercado | 85' |
| 4     | DEF   | Simon Kjær      |     |
| 3     | DEF   | Sergi Gómez     |     |
| 16    | MED   | Jesús Navas     |     |
| 10    | MED   | Éver Banega     |     |
| 7     | MED   | Roque Mesa      |     |
| 18    | MED   | Sergio Escudero |     |
| 17    | MED   | Pablo Sarabia   | 71' |
| 22    | DEL   | Franco Vázquez  |     |
| 14    | DEL   | Luis Muriel     | 60' |
| D. T. | D. T. | Pablo Machín    |     |

| 4  | MED | Ivan Rakitić      | 46' |
| 7  | MED | Philippe Coutinho | 53' |
| 22 | MED | Arturo Vidal      | 86' |

| 12 | DEL | André Silva       | 60' |
| 11 | DEF | Aleix Vidal       | 71' |
| 9  | DEL | Wissam Ben Yedder | 85' |

| 42' · 78' | Gerard Piqué Ousmane Dembélé | 1:1 2:1 |

| 9' | Pablo Sarabia | 0:1 |

| 16' · 90' · 90+2' | Sergio Busquets Marc-André ter Stegen Clément Lenglet |

| 24' · 69' · 90+4' | Franco Vázquez Roque Mesa Aleix Vidal |

| Principal  | Del Cerro Grande |
| Asistentes | Yuste Jiménez    |
|            | Álvarez Cantón   |
| Cuarto     | Martínez Munuera |
| Quinto     | Alonso Fernández |

| VAR            | Gil Manzano      |
| Asistentes VAR | Nevado Rodríguez |

|                    |     |     |
| Tiros              | 17  | 11  |
| Tiros a puerta     | 8   | 5   |
| Faltas             | 12  | 22  |
| Saques de esquina  | 5   | 1   |
| Penaltis           | 0   | 1   |
| Fueras de juego    | 3   | 2   |
| Posesión del balón | 69% | 31% |

| Alineación inicial |

| 1     | POR   | Marc-André ter Stegen |     |
| 2     | DEF   | Nélson Semedo         |     |
| 3     | DEF   | Gerard Piqué          |     |
| 15    | DEF   | Clément Lenglet       |     |
| 18    | DEF   | Jordi Alba            |     |
| 12    | MED   | Rafinha Alcántara     | 46' |
| 5     | MED   | Sergio Busquets       |     |
| 8     | MED   | Arthur Melo           | 53' |
| 9     | DEL   | Luis Suárez           |     |
| 10    | DEL   | Lionel Messi          |     |
| 11    | DEL   | Ousmane Dembélé       | 86' |
| D. T. | D. T. | Ernesto Valverde      |     |

| 1     | POR   | Tomáš Vaclík    |     |
| 25    | DEF   | Gabriel Mercado | 85' |
| 4     | DEF   | Simon Kjær      |     |
| 3     | DEF   | Sergi Gómez     |     |
| 16    | MED   | Jesús Navas     |     |
| 10    | MED   | Éver Banega     |     |
| 7     | MED   | Roque Mesa      |     |
| 18    | MED   | Sergio Escudero |     |
| 17    | MED   | Pablo Sarabia   | 71' |
| 22    | DEL   | Franco Vázquez  |     |
| 14    | DEL   | Luis Muriel     | 60' |
| D. T. | D. T. | Pablo Machín    |     |

| 4  | MED | Ivan Rakitić      | 46' |
| 7  | MED | Philippe Coutinho | 53' |
| 22 | MED | Arturo Vidal      | 86' |

| 12 | DEL | André Silva       | 60' |
| 11 | DEF | Aleix Vidal       | 71' |
| 9  | DEL | Wissam Ben Yedder | 85' |

| 42' · 78' | Gerard Piqué Ousmane Dembélé | 1:1 2:1 |

| 9' | Pablo Sarabia | 0:1 |

| 16' · 90' · 90+2' | Sergio Busquets Marc-André ter Stegen Clément Lenglet |

| 24' · 69' · 90+4' | Franco Vázquez Roque Mesa Aleix Vidal |

| Principal  | Del Cerro Grande |
| Asistentes | Yuste Jiménez    |
|            | Álvarez Cantón   |
| Cuarto     | Martínez Munuera |
| Quinto     | Alonso Fernández |

| VAR            | Gil Manzano      |
| Asistentes VAR | Nevado Rodríguez |

|                    |     |     |
| Tiros              | 17  | 11  |
| Tiros a puerta     | 8   | 5   |
| Faltas             | 12  | 22  |
| Saques de esquina  | 5   | 1   |
| Penaltis           | 0   | 1   |
| Fueras de juego    | 3   | 2   |
| Posesión del balón | 69% | 31% |

| Alineación inicial |

| Campeón Supercopa de España 2018 |
| -------------------------------- |
| F. C. Barcelona 13° Título       |